# Aeroplane katonai temető
Az Aeroplane katonai temető (Aeroplane Cemetery) egy első világháborús nemzetközösségi sírkert a belgiumi Ypres-től 3,5 kilométerre északkeletre, Zonnebeke közelében. Sir Reginald Blomfield és Noel Ackroyd Rew tervezte.

## Története
A temető területe a két védvonal közötti senki földjéhez tartozott 1917. július 31-éig, amikor a 15. (skót) Hadosztály és az 55. (nyugat-lancashire-i) Hadosztály bevette a közeli Verlorenhoek és Frezenberg településeket. A területen egy hónappal később kezdtek temetni a 16. (ír) Hadosztály alakulatai. A sírkertet egy ideig frezenbergi új temetőnek (New Cemetery, Frezenberg) nevezték, majd októbertől a mai nevére keresztelték egy repülőroncs után. 1918 márciusáig a harcoló alakulatok használták. Egy ideig német kézen volt, majd 1918. szeptembertől ismét a britek temetője lett. A fegyvernyugvás után sok katona földi maradványait helyezték át az Aeroplane-be más temetőkből és a csataterekről.
A sírkertben 1105 nemzetközösségi katona nyugszik, közülük 636-ot nem sikerült azonosítani. Az ismertek közül 318 brit, 119 ausztrál, 17 kanadai, 15 új-zélandi, egy pedig dél-afrikai volt.